# Глоговица (Зајечар)
Глоговица је насељено место града Зајечара у Зајечарском округу. Према попису из 2022. било је 254 становника (према попису из 1991. било је 604 становника).

## Историја
Први пут се на Лангеровој карти помиње место "Glogoviz", а на карти „Темишварски Банат“ се помиње напуштено место "Glogovittz". Село Глоговица се помиње у једном документу у оквиру Крајинског диштрихта 1733. године поред још 32. насеља овог диштрихта. У пописима из 1846. године је забележено да је село је имало 117 кућа, 1866. године је имало 199 кућа. Према попису из 1890. године, Глоговица припада Крајинском срезу, има 247 кућа и 1311 становника, а 1910. године има 270 кућа и 1350 становника, а 1924. године 260 кућа.
Село је настало у време Турака, тако што су људи из Крајине бежећи од турског зулума почели да насељавају места око шума и вода. Глоговицу су основали избеглице из Чубре. Прво су се настанили на месту Унц (Марина шума) која се налазила између Салаша и Сикола, а потом су се преселили у Сељиште. Многи домаћини су раније а и сада имају винограде у Братујевцу, Речкој и Чубри.
У Глоговици је од времена проналаска злата на Дели Јовану 1888. године, а и касније радила фабрика за прераду златне руде која је била у већинском власништва краља Александра првог Карађорђевића, као и Центар за истраживање рудних лежишта у источној Србији чији је власник био индустријалац Ђорђе Вајферт, о овим рударским активностима и данас сведоче остаци напуштених јаловишта.

## Географија
Куће у Глоговици су на стрмим странама Глоговичке реке, на обронцима Дели Јована испод брда Русман. Село је збијеног типа, куће су 10 до 30 метара удаљене једна од друге, а на обронцима села и до 50 метара. Подељено је не четири атара: Миљешти, Јордачевићи, Гимишешти и Барбуловићи. Квалитет земље је средње родности.
У селу се налазе многобројни бунари као и чесме : Аврамовића Чешмја, Германовића Чешмја, Бучина и Миленковића Чешмја. На Глоговичкој реци су изграђена два мања Глоговичка језера која су погодна за летњи одмор и риболов.
Глоговица и Дубочане имају једну цркву, Храм Успења Свете Ане, коју је подигао Ђорђе Вајферт 1910. године на пропланку између Глоговице и Дубочана. Мештани села славе Св. Тројицу.
Основна школа је основана 1867. године, а данас је подручно одељење ОШ „Јован Јовановић Змај” Салаш.

## Демографија
У насељу Глоговица живи 408 пунолетних становника, а просечна старост становништва износи 47,3 година (44,1 код мушкараца и 50,3 код жена). У насељу има 137 домаћинстава, а просечан број чланова по домаћинству је 3,53.
Становништво у овом насељу веома је нехомогено, а у последња три пописа, примећен је пад у броју становника.
|  |

| Демографија | Демографија | Демографија |
| Година      | Становника  | Становника  |
| ----------- | ----------- | ----------- |
| 1948.       | 1.023       |             |
| 1953.       | 973         |             |
| 1961.       | 930         |             |
| 1971.       | 867         |             |
| 1981.       | 762         |             |
| 1991.       | 604         | 591         |
| 2002.       | 484         | 519         |

| Етнички састав према попису из 2002.‍ | Етнички састав према попису из 2002.‍ | Етнички састав према попису из 2002.‍ | Етнички састав према попису из 2002.‍ | Етнички састав према попису из 2002.‍ |
| ------------------------------------ | ------------------------------------ | ------------------------------------ | ------------------------------------ | ------------------------------------ |
|                                      |                                      |                                      |                                      |                                      |
| Власи                                | Власи                                |                                      | 232                                  | 47,93%                               |
| Срби                                 | Срби                                 |                                      | 226                                  | 46,69%                               |
| Румуни                               | Румуни                               |                                      | 12                                   | 2,47%                                |
| Југословени                          | Југословени                          |                                      | 1                                    | 0,20%                                |
| непознато                            | непознато                            |                                      | 4                                    | 0,82%                                |

| Година пописа     | 1948. | 1953. | 1961. | 1971. | 1981. | 1991. | 2002. |
| ----------------- | ----- | ----- | ----- | ----- | ----- | ----- | ----- |
| Број домаћинстава | 251   | 237   | 233   | 216   | 198   | 162   | 137   |

| Број чланова      | 1  | 2  | 3  | 4  | 5  | 6  | 7 | 8 | 9 | 10 и више | Просек |
| ----------------- | -- | -- | -- | -- | -- | -- | - | - | - | --------- | ------ |
| Број домаћинстава | 31 | 24 | 16 | 21 | 16 | 16 | 8 | 5 | 0 | 0         | 3,53   |

| Пол    | Укупно | Неожењен/Неудата | Ожењен/Удата | Удовац/Удовица | Разведен/Разведена | Непознато |
| ------ | ------ | ---------------- | ------------ | -------------- | ------------------ | --------- |
| Мушки  | 206    | 53               | 132          | 13             | 7                  | 1         |
| Женски | 219    | 14               | 140          | 50             | 15                 | 0         |
| УКУПНО | 425    | 67               | 272          | 63             | 22                 | 1         |

| Пол    | Укупно                    | Пољопривреда, лов и шумарство | Рибарство                            | Вађење руде и камена | Прерађивачка индустрија       |
| ------ | ------------------------- | ----------------------------- | ------------------------------------ | -------------------- | ----------------------------- |
| Мушки  | 103                       | 83                            | 0                                    | 1                    | 6                             |
| Женски | 92                        | 81                            | 0                                    | 0                    | 2                             |
| УКУПНО | 195                       | 164                           | 0                                    | 1                    | 8                             |
| Пол    | Производња и снабдевање   | Грађевинарство                | Трговина                             | Хотели и ресторани   | Саобраћај, складиштење и везе |
| Мушки  | 0                         | 0                             | 2                                    | 2                    | 2                             |
| Женски | 0                         | 0                             | 2                                    | 2                    | 0                             |
| УКУПНО | 0                         | 0                             | 4                                    | 4                    | 2                             |
| Пол    | Финансијско посредовање   | Некретнине                    | Државна управа и одбрана             | Образовање           | Здравствени и социјални рад   |
| Мушки  | 0                         | 0                             | 2                                    | 1                    | 0                             |
| Женски | 0                         | 0                             | 0                                    | 2                    | 1                             |
| УКУПНО | 0                         | 0                             | 2                                    | 3                    | 1                             |
| Пол    | Остале услужне активности | Приватна домаћинства          | Екстериторијалне организације и тела | Непознато            | Непознато                     |
| Мушки  | 0                         | 0                             | 0                                    | 4                    | 4                             |
| Женски | 0                         | 0                             | 0                                    | 2                    | 2                             |
| УКУПНО | 0                         | 0                             | 0                                    | 6                    | 6                             |

## Галерија
- Глоговица
- Панорама Глоговице
- Чесма у селу Глоговица
- Глоговица, споменик погинулима у Првом светском рату
- Глоговица и део Дубочана између види се Црква Свете Ане
- Црква Свете Ане између Глоговице и Дубочана.
- Једно од Глоговичких језера